# Полякова Тамара Едуардівна
Тама́ра Едуа́рдівна Поляко́ва (*1960) — радянська та українська велогонщиця. Заслужений майстер спорту СРСР (1989).

## Життєпис
Народилася 1960 року в місті Чернівці, де почала займатися легкою атлетикою і закінчила школу.
До Київського інституту фізкультури вступила на відділення легкої атлетики, проте закінчувала навчання як велосипедистка в Куйбишеві, куди вона переїхала 1980 року, в інституті фізкультури. Менш ніж за рік після переїзду до Куйбишева стала срібним призером індивідуальної гонки на 3 км чемпіонату світу з велотреку в 1981 році в чеському Брно. А на чемпіонаті світу з шосе цього року стала четвертою.
1987 року тричі вигравала етапи «Тур де Франс», у тому числі найпрестижніший, який завершувався на Єлисейських полях. Поздоровлення з цією перемогою отримала від президента Франції Жака Ширака.
Здобула перемоги у різні роки на п'яти етапах багатоденних жіночих перегонів «Тур де Франс».
Дворазова чемпіонка світу з шосейних перегонів. Віце-чемпіонка світу з трекових перегонів. Дворазовий призерка Універсіади.
П'ятиразова чемпіонка України.
Живе в Баку зі своїм чоловіком Олександром Аверіним і працює у Федерації велоспорту Азербайджану.